# Einar Juhl
Einar Johannes Juhl (* 8. April 1896 in Kopenhagen; † 1. Juni 1982 in Rungsted) war ein dänischer Schauspieler.

## Leben
Einar Juhl wuchs in Kopenhagen auf und besuchte dort von 1917 bis 1919 die Elevenschule des Königlichen Theaters Kopenhagen. Danach spielte er als langjähriges Ensemblemitglied unter anderem am Aarhus Teater und am Odense Teater.
Juhl wirkte als Schauspieler vor der Kamera von 1924 bis 1972 in mehr als 60 Film-und-Fernsehproduktionen mit. Seinen ersten Auftritt als Schauspieler hatte er im Jahr 1924 in einem der zahlreichen Filme mit Pat & Patachon. Mit 76 Jahren zog er sich aus der Filmbranche zurück.
Einar Juhl war von März 1933 bis zu seinem Tod mit Gerda Xenia Pedersen (1910–1987) verheiratet. Er starb am 1. Juni 1982 im Alter von 86 Jahren in seiner Wohnung in Rungsted (Hørsholm Kommune). Seine Grabstätte befindet sich auf dem Friedhof in Hørsholm.

## Filmografie (Auswahl)
- 1924: Pat und Patachon als Müller (Ole Opfinders Offer)
- 1932: Pat und Patachon schlagen sich durch (Han, Hun og Hamlet)
- 1945: Rote Wiesen (De røde enge)
- 1954: Kalles Abenteuer beim Film (Jan går til filmen)
- 1968: Die Olsenbande (Olsen-banden)
- 1972: Solens børn (Fernsehfilm)